# Cornulitidae
Cornulitidae é uma família extinta de invertebrados marinhos encontrados do Ordoviciano Médio ao Devoniano Médio. Boucek (1964) assinalou a família em sua própria ordem Cornulitida. A posição da família é incerta, mas já foi relacionada com anelídeos, cnidários, moluscos, briozoários, foronídeos, microconchídeos e tentaculitídeos. Vinn e Motus (2008) classificaram a ordem Cornulitida como pertencente a classe Tentaculita, no filo Mollusca.

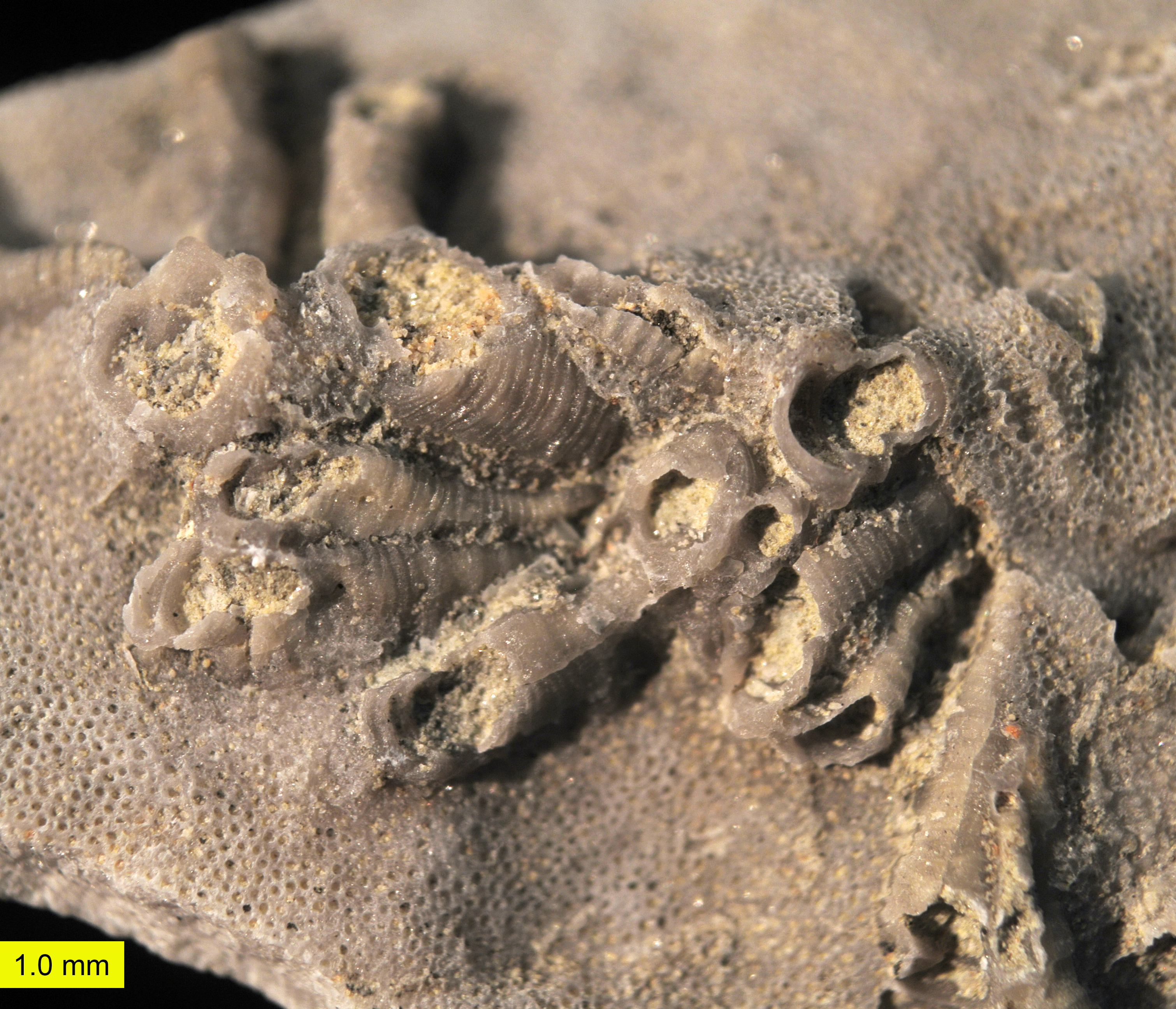
Cornulitids and bryozoan Bellevue